# سیگران کراوزه
سیگران کراوزه (انگلیسی: Sigrun Krause; ۲۸ ژانویهٔ ۱۹۵۴ – ) اسکی‌باز صحرانوردی اهل آلمان بود.